# Graviera
Graviera (em grego: γραβιέρα) é um queijo da Grécia produzido na ilha de Creta. É distinto do queijo gruyère, produzido na Suíça, cuja forma de produção é semelhante e em algumas línguas tem nomes semelhantes a Graviera.
É o segundo queijo mais popular na Grécia após o feta. Produzido em rodas, a casca desse queijo é marcada com o padrão riscado dos panos usados para a drenagem. Há vários tipos de Graviera: o que é feito de leite de ovelha passa por maturação de pelo menos cinco meses, com sabor levemente adocicado, enquanto a variedade de Naxos é normalmente feita com leite de vaca (80-100%).
Graviera é um queijo muito versátil: pode ser fatiado, frito como saganaki e comido como lanche, ralado e servido com massas, ou assado em receitas. Está amplamente difundido fora da Grécia, onde pode ser adquirido em grandes supermercados, lojas de produtos gregos ou étnicos. O queijo gruyère pode ser usado como substituto, ainda que com sabor ligeiramente distinto.